# Sky (Band)
Sky (dt. Himmel) ist eine britische Progressive-Rock-Band.

## Bandgeschichte
John Williams war schon in den 1960er- und 1970er-Jahren einer der bekanntesten klassischen Gitarristen. Seine Mitspieler waren Francis Monkman (Keyboard) – vorher bei Curved Air –, Herbie Flowers (E-Bass) und Tristan Fry (Schlagzeug). Diese Musiker hatten schon mehrere Jahre immer wieder zusammengearbeitet. Fry war Mitglied des Royal Philharmonic Orchestra und der Academy of St. Martin in the Fields. Gemeinsam mit dem Gitarristen Kevin Peek beschlossen sie 1978, eine Rockband zu gründen. 1979 erschien das erste, von Tony Clark produzierte, Album Sky.
Sky spielte ausschließlich instrumentale Rockmusik. Die Stücke basierten meist auf klassischen Themen oder waren Adaptionen von bekannten klassischen Stücken. Der größte Hit der Gruppe war 1980 Bachs Toccata und Fuge d-Moll BWV 565; das zugehörige Album Sky 2 war in jenem Jahr eines der meistverkauften Alben in Großbritannien.
Im folgenden Jahr wurde Monkman durch Steve Gray ersetzt. Nach der LP Cadmium stieg Williams 1984 aus. Die Gruppe machte aber weiter. 1987 gab es auf dem Album Mozart eine Zusammenarbeit mit Frys altem Ensemble, der Academy of St. Martin in the Fields unter Sir Neville Marriner. Diese Platte wurde ein großer Erfolg in den USA. Diese Produktion markiert eigentlich den Schlusspunkt von Sky, obwohl die Gruppe noch bis 1994 gelegentlich auf Tournee ging. Mitspieler in dieser Zeit waren Paul Hart (Keyboards, Gitarre), Marc Borroughs (Gitarre), Richard Durrant (Gitarre). Auf der 1985er-Platte singt Clare Torry. Anfang der 1990er-Jahre erfolgte die CD-Veröffentlichung der originalen Sky-Alben.
Schon Anfang der 1970er-Jahre hatte es in den USA eine Band namens Sky gegeben. Ihr Sänger Doug Fieger war später Mitglied von The Knack.

## Diskografie

### Studioalben
- Sky (1979)
- Sky 2 (1980)
- Sky 3 (1981)
- Sky 4 – Forthcoming (1982)
- Cadmium (1983)
- The Great Balloon Race (1985)
- Mozart (1987)

### Livealben / Kompilationen
- Sky Five Live (1983)
- Masterpieces – The Very Best of Sky (1984)
- Squared (1998)
- Live in Nottingham (2002)

### Singles
- Cannonball (1979)
- Dies Irae (Maxi-Single) (1980)
- Toccata (1980)